# Icelozoon lepralioides
Icelozoon lepralioides är en mossdjursart som först beskrevs av Arnold Girard Kluge 1914.  Icelozoon lepralioides ingår i släktet Icelozoon och familjen Chaperiidae. Inga underarter finns listade i Catalogue of Life.